# آرنزو دی کادر
آرُنزو دی کادُرِ (به ایتالیایی: Auronzo di Cadore) یک کومونه در ایتالیا است که در استان بلونو واقع شده‌است. این شهرستان در ناحیهٔ ونتو، به فاصلهٔ ۱۲۰ کیلومتر (۷۵ مایل) در شمال ونیز و تقریباً ۵۰ کیلومتر (۳۱ مایل) به سمت شمال شرق کومونهٔ بلونو قرار گرفته است.

## خصوصیات
آرنزو دی کادر ۲۲۰٫۵ کیلومتر مربع مساحت و ۳٬۶۷۱ نفر جمعیت دارد و ۸۶۲ متر بالاتر از سطح دریا واقع شده‌است.

## خواهرخوانده
- لیپاری, ایتالیا
- ایلاپولیس, برزیل

## نگارخانه

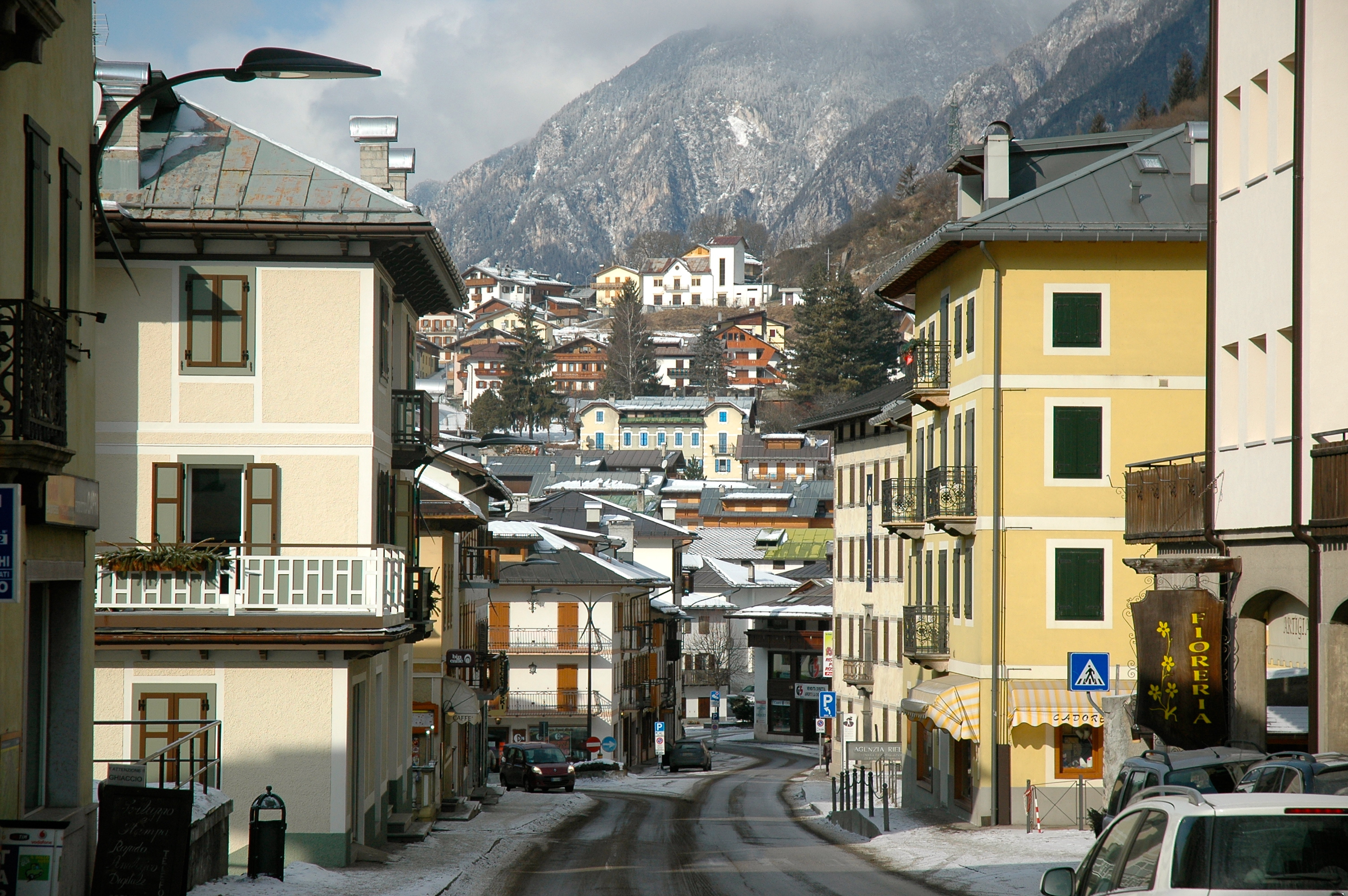
آرنزو دی کادر، ۲۰۱۲
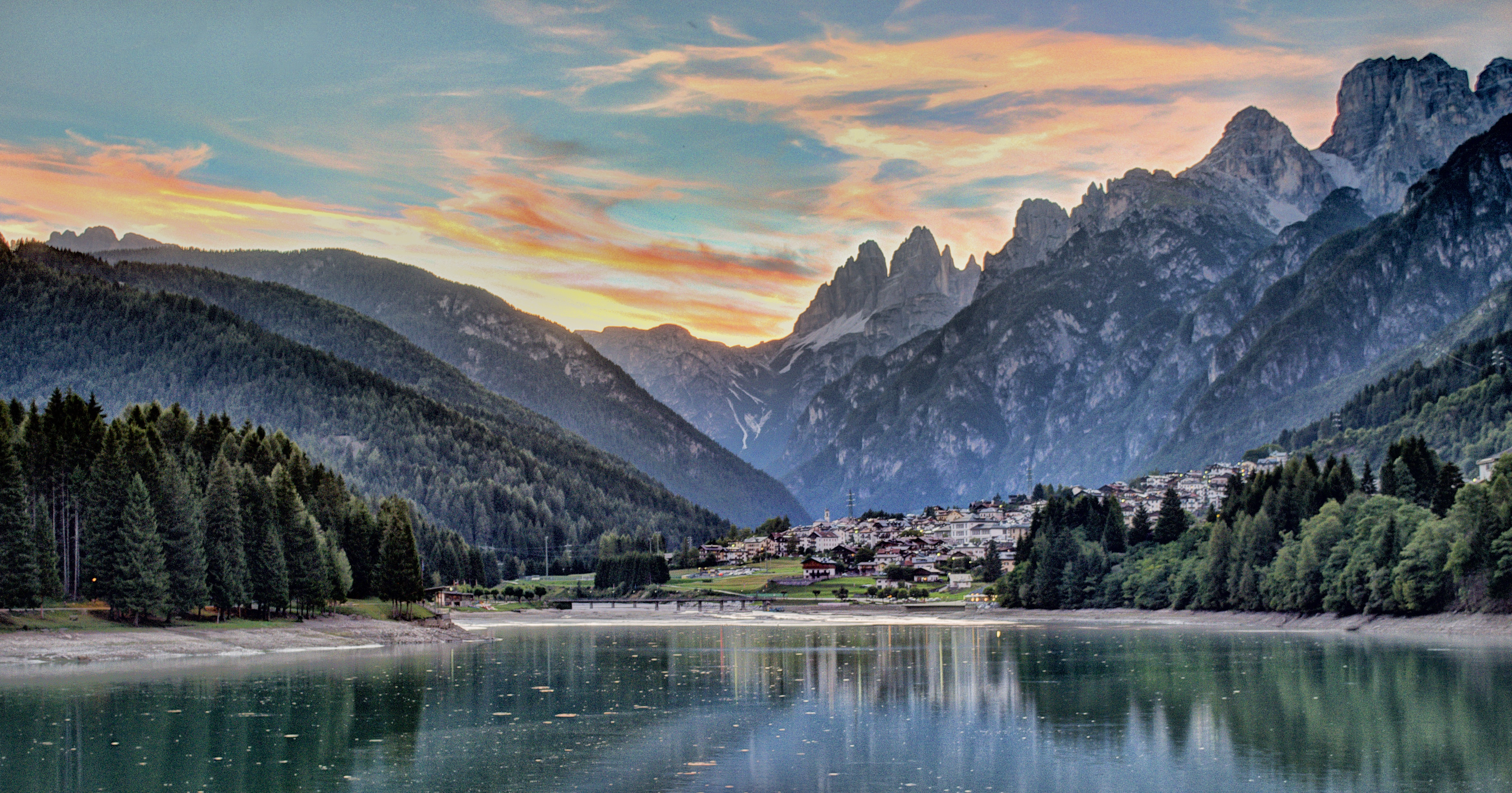
دریاچه سنت کاترین و آرنزو دی کادر
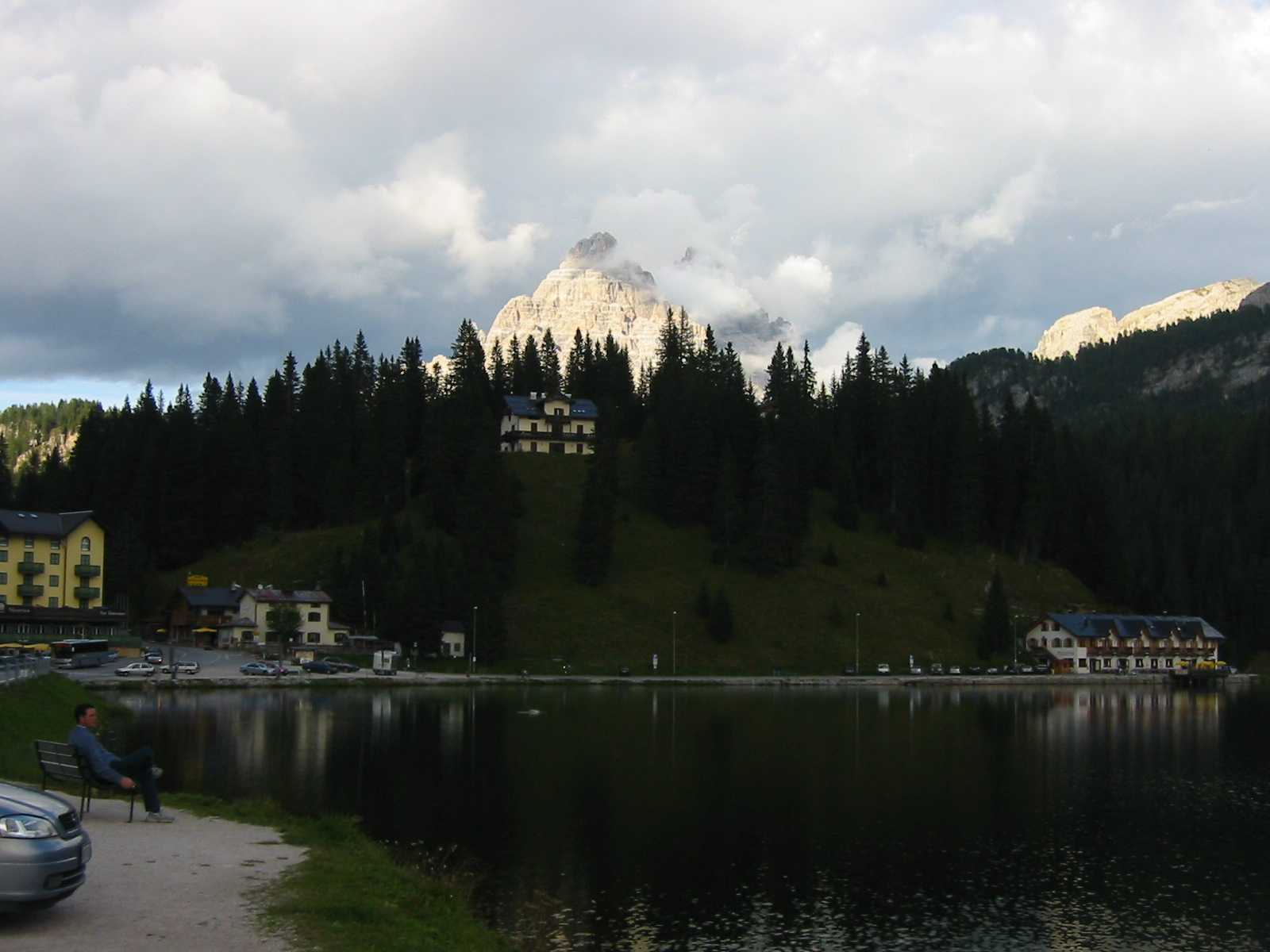
دریاچه میزورینا در آرنزو دی کادر